# Джеймисон, Брэдфорд
Брэдфорд Реддер Джеймисон-четвёртый (англ. Bradford Redder Jamieson IV; род. 18 ноября 1996, Лос-Анджелес, США) — американский футболист, нападающий.

## Клубная карьера
Брэдфорд — воспитанник «Нью-Йорк Космос», «Чивас США» и «Лос-Анджелес Гэлакси». 20 февраля 2014 года «Лос-Анджелес Гэлакси» подписал с Джеймисоном контракт по правилу доморощенного игрока. 19 июля в матче против «Спортинг Канзас-Сити» он дебютировал в MLS. В том же году Брэдфорд стал обладателем Кубка MLS. 26 апреля 2015 года в поединке против «Нью-Йорк Ред Буллз» Джеймисон забил свой первый гол в MLS. 20 февраля 2019 года Джеймисон отправился в аренду в клуб Чемпионшипа ЮСЛ «Сан-Антонио» на сезон 2019. По окончании сезона 2019 контракт Джеймисона с «Лос-Анджелес Гэлакси» истёк.
31 января 2020 года Джеймисон присоединился к клубу Первого дивизиона Дании «Веннсюссель». В августе 2020 года игрок покинул клуб.
2 марта 2021 года Джеймисон подписал контракт с клубом Чемпионшипа ЮСЛ «Хартфорд Атлетик». За «Атлетик» он дебютировал 30 апреля в матче против «Нью-Йорк Ред Буллз II». 4 августа в матче против «Майами» он забил свой первый гол за «Хартфорд».

## Международная карьера
В 2015 году Джеймисон был включён в заявку молодёжной сборной США на участие в молодёжном чемпионате КОНКАКАФ на Ямайке. На турнире он сыграл в матчах против молодёжных команд Гватемалы, Арубы, Панамы, Ямайки, Сальвадора и Тринидада и Тобаго. В поединках против арубцев и тринидадцев Брэдфорд забил три гола.
В том же году в составе молодёжной сборной США Джеймисон принял участие в молодёжном чемпионате мира в Новой Зеландии. На турнире он сыграл в матчах против команд Новой Зеландии, Мьянмы, Украины, Колумбии и Сербии. В поединке против новозеландцев Брэдфорд забил гол.

## Достижения
Командные
 «Лос-Анджелес Гэлакси»
- Обладатель Кубка MLS — 2014